# Yuhi VI de Ruanda
Yuhi VI Emmanuel Bushayija (20 de dezembro de 1960) é o rei titular de Ruanda. O rei titular (Mwami) foi proclamado em 9 de janeiro de 2017 para reinar como Yuhi VI. Ele sucedeu seu falecido tio rei Kigeli V de Ruanda e é neto de Yuhi V.
A adesão de Yuhi VI foi feita por proclamação do Conselho Real de Abiru, que é um grupo de anciãos e ciente dos desejos do rei como conselheiros. De acordo com os costumes, o Conselho de Abiru seleciona o sucessor do rei dentre os membros de sua família. O anúncio foi feito por Boniface Benzinge, presidente do conselho de Abiru.